# Confessions on a Dance Floor
Confessions on a Dance Floor er Madonnas 10. studiealbum og 18. pladeudgivelse. Albummet blev udgivet i 2005. I 2006 var Madonna på verdenstourné med sit show Confessions Tour.

## Spor
1. "Hung Up"
2. "Get Together"
3. "Sorry"
4. "Future Lovers"
5. "I Love New York"
6. "Let it Will Be"
7. "Forbidden Love"
8. "Jump"
9. "How High"
10. "Isaac"
11. "Push"
12. "Like it or Not"